# Mémorable
Mémorable é um curta-metragem de animação francês de 2019 dirigido por Bruno Collet. O filme foi lançado em 11 de junho de 2019 no Festival de Cinema de Animação de Annecy. Foi indicada a melhor animação em curta-metragem no 92° Academy Awards.

## Produção
Mémorable mistura bonecos animados e efeitos especiais 3D gerados por computador. Foi feito em Rennes, na Bretanha, onde a produção de cenários e bonecos, filmagens e pós-produção durou 12 meses. A música original foi composta por Nicolas Martin.

## Lançamento
O filme foi lançado no Festival de Cinema de Animação de Annecy, onde ganhou três prêmios: prêmio do júri júnior de curta-metragem, prêmio do público e cristal para um curta-metragem.

## Nomeações
| Premiação                                | Data da cerimônia      | Categoria                               | Recipiente | Resultado | Ref.  |
| ---------------------------------------- | ---------------------- | --------------------------------------- | ---------- | --------- | ----- |
| Festival de Cinema de Animação de Annecy | 20 de junho de 2019    | Prêmio do júri júnior de curta-metragem | Mémorable  | Venceu    | [ 6 ] |
| Festival de Cinema de Animação de Annecy | 20 de junho de 2019    | Prêmio do público                       | Mémorable  | Venceu    | [ 6 ] |
| Festival de Cinema de Animação de Annecy | 20 de junho de 2019    | Cristal para um curta-metragem          | Mémorable  | Venceu    | [ 6 ] |
| Oscar 2020                               | 9 de Fevereiro de 2020 | Melhor animação em curta-metragem       | Mémorable  | Indicado  | [ 7 ] |